# 킴 베신져의 바람난 가족
킴 베신져의 바람난 가족(The Door In The Floor)은 미국에서 제작된 토드 윌리엄스 감독의 2004년 드라마 영화이다. 엘르 패닝 등이 주연으로 출연하였고 앤 캐리 등이 제작에 참여하였다.

## 출연

### 주연
- 엘르 패닝
- 제프 브리지스

### 조연
- 킴 베이싱어
- 존 포스터
- 래리 파인
- 존 로스먼
- 하비 루미스
- 비쥬 필립스
- 미미 로저스
- 마이크 S. 라이언
- 리비 랭던
- 루이스 아셀라
- 로버트 루폰
- 레이첼 스타일
- 아만다 포스너

## 제작진
- 원작자: 존 어빙
- 공동제작: 마리사 폴비노
- 미술: 테레즈 드프레즈
- 의상: 에릭 데먼
- 배역: 앤 구더